# Aloë
Aloë (Aloe) is een geslacht van bloeiende, succulente planten waartoe ongeveer vierhonderd soorten behoren. Het natuurlijk verspreidingsgebied is beperkt tot Afrika: van Zuid-Afrika tot tropisch Afrika, en naburige gebieden zoals Madagaskar, het Arabische schiereiland en verschillende Afrikaanse eilanden. Veel soorten hebben zich ook in andere delen van de wereld gevestigd.
Nauw verwanten geslachten als Gasteria en Haworthia worden soms ook wel Aloë's genoemd. De Noord-Amerikaanse planten van het geslacht Agave, die tot een andere familie (Agavaceae) behoren, worden soms ook wel 'Amerikaanse aloë's' genoemd.

## Beschrijving
De planten zijn stijf en ruw, hoofdzakelijk bestaand uit een rozet van grote, dikke, vlezige bladeren. De bladeren zijn doorgaans vrij puntig met gedoornde randen. De kleur varieert grijs tot heldergroen. De bloemen van de planten zijn klein en tubulair en bevinden zich op enkelvoudige of vertakte bladloze stammen.

## Etymologie
Het woord aloë is via het Latijn uit het Grieks overgenomen. Daarin is het een leenwoord van onzekere, niet-Indo-Europese herkomst.

## Systematiek
Volgens het APG III-systeem (2009) behoort het geslacht tot de familie Xanthorrhoeaceae. In het verleden is het echter ook toegewezen aan familie Aloaceae, Liliaceae, enz.

## Gebruik
Een groot aantal soorten van dit geslacht wordt op grote schaal gekweekt als tuin- en sierplanten. De Aloë vera wordt ook gebruikt omwille van de geneeskrachtige eigenschappen die sinds eeuwen aan de plant worden toegeschreven. Het gelachtige sap dat zich in de dikke bladeren bevindt, kan gebruikt worden als eerste hulpmiddel bij brandwonden of laxeermiddel. In Azië wordt de plant ook gebruikt in allerhande frisdranken of als theeadditief.

## Beschreven soorten
- Aloe aageodonta
- Aloe cryptopoda (Blauwbladaloë)
- Aloe dichotoma (Kokerboom)
- Aloe plicatilis
- Aloe rauhii
- Aloe vaombe
- Aloe vera (Aloë vera)
- Aloe zakamisyi